# RCR Arquitectes
RCR Arquitectes is een Spaans-Catalaans architectenbureau dat werd opgericht in 1988 door het trio Rafael Aranda, Carme Pigem en Ramón Vilalta. Zij namen in 2017 de Pritzker Prize in ontvangst.

## Projecten
Het bedrijf ontwierp het Musée Soulages in de Franse plaats Rodez en De Krook in Gent.